# Спордань Жувенил
«Спордань Жувенил» (кат. Spordany Juvenil) — бывший андоррский футбольный клуб, выступавший в двух чемпионатах Андорры.

## История
Команда принимала участие в чемпионате Андорры 1995/96, который впервые прошёл под эгидой УЕФА. «Спордань Жувенил» провёл 18 игр, в которых одержал четыре победы, набрав 12 очков, пропустив при этом 101 гол. В итоге клуб занял предпоследнее 9 место, опередив лишь «Конструкционс Эмприм». В следующем сезоне команда не набрала ни одного очка, заняла последнее 12 место и покинула высший дивизион. «Спордань Жувенил» пропустил 137 голов в 22 играх, при этом шесть раз уступав с двузначным счётом.

## Статистика
| Сезон   | Дивизион        | Место в чемпионате | И  | В | Н | П  | ГЗ | ГП  | О  | Кубок Андорры | Примечание |
| ------- | --------------- | ------------------ | -- | - | - | -- | -- | --- | -- | ------------- | ---------- |
| 1995/96 | Примера Дивизио | 9                  | 18 | 4 | 0 | 14 | 25 | 101 | 12 |               |            |
| 1996/97 | Примера Дивизио | 12                 | 22 | 0 | 0 | 22 | 23 | 137 | 0  |               | Понижение  |